# Ain el Remmaneh
Ain el Remmaneh è un centro abitato e comune (municipalité) del Libano situato nel distretto di Aley, governatorato del Monte Libano.